# 石安河
石安河，位于中国江苏省东海县中部，为一条人工开挖的、北南流向沿18米等高线截水平底河道，具有截水、引水、调水、补水等综合功能。石安河北起石梁河水库，流经石梁河镇、青湖镇、石榴街道、县城牛山街道和曲阳镇，最后于薛埠闸入安峰山水库。全长55公里，截水面积420平方公里。